# トリテルペン
トリテルペン（Triterpene）は、6つのイソプレンから構成され、C30H48の分子式を持つテルペンの一種である。
ルパン、オレアナン、ウルサンは、5つの環を持つトリテルペンのグループである。5つの環を持つ有名なトリテルペンは、ボスウェリン酸である。
動物や植物に由来するトリテルペンには、以下のようなものがある。
- スクアレン
- アンブレイン
- ガノデリン酸

ラノステロールやコレステロールのような修飾されたトリテルペンは、トリテルペノイドと呼ばれる。